# Proliskî, Borîspil
Proliskî (în ucraineană Проліски) este un sat în comuna Șceaslîve din raionul Borîspil, regiunea Kiev, Ucraina.

## Demografie
Componența lingvistică a localității Proliskî
     Ucraineană (87,91%)
     Rusă (11,5%)
     Alte limbi (0,05%)
Conform recensământului din 2001, majoritatea populației localității Proliskî era vorbitoare de ucraineană (87,91%), existând în minoritate și vorbitori de rusă (11,5%).